# Leon Gordenker
Leon (Lee) Gordenker (Detroit, 7 oktober 1923 – Middelburg, 17 mei 2020) was een hoogleraar politieke wetenschappen aan Princeton University.

## Biografie
Gordenker was zoon van Oosteuropese emigranten en trouwde in 1956 te Utrecht met de Nederlandse Belia Emilie Strootman (1928-1984). Zij kregen verscheidene kinderen, onder wie de kunsthistorica en museumdirecteur Emilie Gordenker. Hij werd hoogleraar aan Princeton University in politieke wetenschappen waar hij in 1986 met emeritaat ging; bij die laatste gelegenheid werd hem aangeboden: United Nations in the World Political Economy: Essays in Honor of Leon Gordenker. Hij was tevens (research) fellow aan het NIAS en aan de Rijksuniversiteit Leiden.
Gordenker publiceerde vooral veel over internationale politiek, samen met de Nederlander Peter Baehr, over de Verenigde Naties, waar hijzelf van 1946 tot 1952 werkzaam was. Hij publiceerde voorts over ontwikkelingsprogramma's, het vluchtelingenvraagstuk en internationale samenwerking op het gebied van aids. Hij was mede-oprichter van de Academic Council on the United Nations System (ACUNS).
Prof. dr. L. Gordenker overleed in 2020 op 96-jarige leeftijd.

### Eigen werk
- The United Nations and the peaceful unification of Korea : the politics of field operations, 1947-1950. The Hague, 1959.
- The UN Secretary-General and the maintenance of peace. New York, 1967.
- International aid and national decisions. Development programs in Malawi, Tanzania and Zambia. Princeton, 1976.
- [met Peter R. Baehr] The United Nations. Reality and ideal. New York, 1984; 4th revised and updated edition: 2005.
  - De Verenigde Naties. Ideaal en werkelijkheid. Meppel [etc.], 1985, 1992² en 1996³, 20064.
- [met J.W. Schulte Nordholt] FDR's place in past and present. An evaluation forty years after his death. Middelburg, 1986.
- Refugees in international politics. London [etc.], 1987.
- [met Peter R. Baehr] The United Nations in the 1990s. Basingstoke, 1992, 1994², 1999³.
- [co-auteur] International cooperation in response to AIDS. London [etc.], 1995.
- The UN Secretary-General and Secretariat. London [etc.], 2005 en 2010².
- [met Peter Baehr] Moet de VN niet met pensioen? Houten, 2010.

### Redacteur / mederedacteur
- The United Nations in international politics. Princeton, 1971.
- Soldiers, peacekeepers, and disasters. Basingstoke, 1991.
- The challenging role of the UN Secretary-General. Making "the most impossible job in the world" possible. Westport, 1993.
- NGOs, the UN, and global governance. Boulder, 1996.